# Charles Jeannel
Pour les articles homonymes, voir Jeannel.
Louis Charles Jeannel, né le 4 février 1809 à Paris et mort le 6 mars 1886 à Montpellier, est un philosophe, professeur d'université et écrivain français.

## Biographie
Charles Jeannel est le fils aîné de Charles François Jean Jeannel et de Marie Anne Vasseur. Son frère cadet, Julien-François Jeannel, sera un brillant pharmacien, médecin et hygiéniste. 
En 1836, Charles Jeannel est chargé de cours de philosophie au collège de Pontivy. L'année suivante, il enseigne au collège royal de Poitiers, puis, après avoir été reçu second à l'agrégation en 1838, il est nommé professeur de philosophie au lycée de la même ville (1839). La même année, le 21 avril 1839, il épouse Joséphine Abribat, fils du docteur Jean Marie Abribat de Poitiers, dont il aura un fils, Charles Julien Jeannel (1840-1876), professeur de littérature étrangère, notamment à la faculté des lettres de Montpellier,.
En 1846, Charles Jeannel soutient un doctorat en philosophie à l'université de Poitiers, avec une thèse française intitulée «Des doctrines qui tendent au panthéisme» et une thèse latine intitulée «De facultatum ad rationem pertinentium partitione tentamentum». Il s'établit alors à Rennes, enseigne une année au lycée de la ville, puis obtient un poste de chargé de cours à la faculté des lettres de l'université de Rennes. À partir de 1848, il y est professeur attitré en remplacement de François Riaux, démissionnaire,.
En 1856, il passe à l'université de Montpellier, d'abord en remplacement de l'abbé Jean-Baptiste Flottes, puis de plein droit. Membre de l'Académie des sciences et lettres de Montpellier (1863-1877), il est nommé chevalier de la Légion d'honneur en 1866.